# Río Muling
El río Muling (o Muren) (en en chino tradicional, 穆稜河; en chino simplificado, 穆棱河; pinyin, Mùlíng Hé) es un río del noroeste asiático, un afluente de la margen izquierda del río Ussuri, a su vez afluente del río Amur en su curso bajo. Tiene una longitud de 577 km y drena una cuenca de 18.500 km².
Administrativamente, discurre íntegramente por China, en la provincia de Heilongjiang.
Las ciudades más importantes de su curso son Jixi (con 714.000 hab.) y Hulin. El río discurre al norte del gran  lago Janka (4.190 km²).
La región de este río es conocida por haber sido uno de los escenarios del conflicto chino-soviético de 1929 donde se libraron algunas batallas entre el Ejército Rojo y el japonés ejército de Kwantung.